# Rossersats
En rossersats för ett formellt system {\displaystyle T} är en sats {\displaystyle \rho } skapad med hjälp av fixpunktssatsen, sådan att
{\displaystyle T\vdash \rho \leftrightarrow \forall z(Prf(\rho ,z)\to \exists y{<}zPrf(\lnot \rho ,y))}
Den informella betydelsen hos {\displaystyle \rho } är
Jag är sann om och endast om det för alla bevis för mig i {\displaystyle T} finns ett kortare bevis för min negation.
Alla rossersatser konstruerade på detta sätt är sanna, och varken bevisbar eller motbevisbar i {\displaystyle T} så snart {\displaystyle T} uppfyller följande två egenskaper:
- {\displaystyle T} är tillräckligt stark, dvs kan koda alla avgörbara talteoretiska relationer
- {\displaystyle T} är konsistent.

Satsens upphovsman är J. Barkley Rosser.